# سیارک ۱۰۰۰

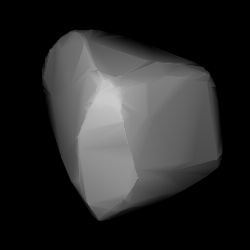
مدل سه‌بُعدی سیارک ۱۰۰۰ بر اساس منحنی نور آن

سیارک ۱۰۰۰ (به انگلیسی: 1000 Piazzia، نامگذاری:1923NZ) هزارمین سیارک کشف شده‌است که در ۱۲ اوت ۱۹۲۳ و در هایدلبرگ کشف شد.
قدر مطلق سیارک برابر ۹٫۶۰ است.